# Franz Stein (Schauspieler)

Franz Stein

Franz Stein (* 29. Juli 1880 in Köln; † 12. Februar 1958 in Berlin-Wilmersdorf) war ein deutscher Schauspieler.

## Leben
Franz Carl August Stein besuchte das Humanistische Gymnasium und danach die Höhere Handelsschule, anschließend übte er eine kaufmännische Tätigkeit aus. Nebenher nahm er Schauspielunterricht und stand ab 1910 am Bremer Schauspielhaus auf der Bühne. Danach spielte er in Dresden, Düsseldorf und Leipzig, schließlich ab 1925 in Berlin am Schlosspark Theater und am Schillertheater.
Somit war Stein bereits ein erfahrener Theaterschauspieler, als er 1927 zum Film kam. Seine erste Filmrolle hatte er in dem Film Der Katzensteg. Er spielte als Nebendarsteller in den 1920er und 30er Jahren in vielen, zum Teil noch heute bekannten Filmen mit. Darunter waren M und Das Testament des Dr. Mabuse. Meist verkörperte er zwielichtige, intrigante Charaktere. In den 1940er Jahren folgten noch einige Filme, darunter der große Ufa-Farbfilm Münchhausen von 1943 mit der Rolle des Leibjägers Rösemeyer. Stein stand 1944 in der Gottbegnadeten-Liste des Reichsministeriums für Volksaufklärung und Propaganda.
Nach dem Krieg drehte er nur noch zweimal; sein letzter Film war 1953 Knall und Fall als Detektive, in dem er die Rolle des Professors Brott hatte.
Stein spielte auch nach dem Krieg noch ununterbrochen Theater, unter anderem 1946 im Schloßparktheater in Berlin neben Hildegard Knef in Wie es euch gefällt.
Er gab außerdem Leseabende mit Texten von Franz Kafka und übernahm zahlreiche Hörspielrollen.

## Filmografie
- 1927: Der Katzensteg
- 1927: Dona Juana
- 1928: Die von der Scholle sind
- 1928: Der alte Fritz, 1. Teil: Friede
- 1928: Der alte Fritz, 2. Teil: Ausklang
- 1928: Luther – Ein Film der deutschen Reformation
- 1928: Freiwild
- 1928: Robert und Bertram
- 1929: Der Herr vom Finanzamt
- 1929: Andreas Hofer
- 1930: Namensheirat
- 1931: M
- 1931: Die Koffer des Herrn O.F.
- 1932: Unheimliche Geschichten
- 1932: Die elf Schill’schen Offiziere
- 1932: Wie kommen die Löcher in den Käse?
- 1932: Der schwarze Husar
- 1932: Das erste Recht des Kindes
- 1933: Die Wette
- 1933: Variete Nummer 7
- 1933: Das Meer ruft
- 1933: Das Testament des Dr. Mabuse
- 1934: Die rosarote Brille
- 1934: Hochzeit am 13.
- 1934: Musik im Blut
- 1934: Besuch im Karzer
- 1934: Die Liebe und die erste Eisenbahn
- 1924: Die beiden Seehunde
- 1935: Der Uhrenladen
- 1935: Das Mädchen vom Moorhof
- 1935: Der Zigeunerbaron
- 1935: Der Vogelfänger
- 1935: Friesennot
- 1935: Stützen der Gesellschaft
- 1936: August der Starke
- 1936: Soldaten – Kameraden
- 1937: Fahndungsakte D.V.C. 452 – Ein Tatsachenbericht
- 1937: Das schöne Fräulein Schragg
- 1937: Madame Bovary
- 1937: Zu neuen Ufern
- 1937: La Habanera
- 1938: Um Kopf und Kragen
- 1938: Spuk im Museum
- 1938: Der nackte Spatz
- 1938: Spaßvögel
- 1939: Kornblumenblau
- 1939: Salonwagen E 417
- 1939: Umwege zum Glück
- 1939: Die Geliebte
- 1939: Es war eine rauschende Ballnacht
- 1939: Robert Koch, der Bekämpfer des Todes
- 1939: Ein ganzer Kerl
- 1939: Meine Tante – deine Tante
- 1940: Mädchen im Vorzimmer
- 1940: Kleider machen Leute
- 1941: Die schwedische Nachtigall
- 1942: Rembrandt
- 1942: Der große Schatten
- 1943: Münchhausen
- 1943: Paracelsus
- 1944: Die Zaubergeige
- 1945: Shiva und die Galgenblume (unvollendet)
- 1948: Die seltsamen Abenteuer des Herrn Fridolin B.
- 1953: Knall und Fall als Detektive

## Hörspiele
- 1945: Gotthold Ephraim Lessing: Nathan der Weise – Bearbeitung und Regie: Hannes Küpper (Berliner Rundfunk)

## Auszeichnungen
- 1956: Bundesverdienstkreuz am Bande